# Miss Brasil Universitária
Miss Brasil Universitária não trata-se de um concurso de beleza realizado anualmente e sim de um título dado a uma candidata indicada, isto é, aclamada pela organização detentora da franquia, no caso a MMB Produções e Eventos, mesma produtora do atual Miss Mundo Brasil. O envio de candidatas brasileiras para o certame internacional ocorre desde 1993. De 2000 a 2014 o envio ficava por conta do empresário mineiro José Alonso Dias, detentor da franquia de Miss Terra Brasil até 2016. O País possui apenas uma coroa neste evento, obtida em 2000 com a gaúcha e posteriormente apresentadora de televisão, Renata Fan.

## Indicadas

### Representantes
| Ano  | Representante              | Estado            | Colocação          |
| 1993 | Lirian Sousa Soares        | Distrito Federal  | 3º. Lugar          |
| 1995 | Mônica Regina Guimarães    | Paraná            | 4º. Lugar          |
| 1997 | Isabela Carvalho e Silva   | Rio de Janeiro    |                    |
| 2000 | Renata Bonfiglio Fan       | Rio Grande do Sul | MISS UNIVERSITÁRIA |
| 2001 | Adriana Luci de Souza      | Minas Gerais      | 6º. Lugar          |
| 2004 | Tâmara Raíssa de Faria     | Minas Gerais      |                    |
| 2006 | Marcela de Almeida Duarte  | Minas Gerais      | 2º. Lugar          |
| 2007 | Rayanne Fernanda de Morais | Minas Gerais      |                    |
| 2008 | Marina de Oliveira Marques | Minas Gerais      | 2º. Lugar          |
| 2010 | Salcy da Encarnação Lima   | Pará              | 2º. Lugar          |
| 2011 | Débora Moura Lyra          | Espírito Santo    |                    |
| 2012 | Marina da Silva Teixeira   | Minas Gerais      |                    |
| 2014 | Juliete Beraldo de Pieri   | Mato Grosso       | 3º. Lugar          |
| 2017 | Carolina Schüler           | Santa Catarina    |                    |
| 2022 | Melani Navarro Fontanet    | Argentina         |                    |

### Observações
1. O Brasil só começou a participar da competição em 1993, porém, o concurso já existia desde 1986.
2. Não houve concurso em 1994, 1998-99, 2002, 2013 e 2015. Em 1996, 2003, 2005, 2010 e 2016 o País não participou.
3. Sem coordenação nacional, a argentina Melani Navarro representou o Brasil na edição de 2022.

### Premiações Especiais
- Miss Paz: Débora Lyra (2011)

- Miss Simpatia: Débora Lyra (2011)

- Miss Popularidade: Rayanne Morais (2007)

- Melhor Traje Típico: Lirian Soares (1993) e Marina Teixeira (2012)

### Prêmios Continentais
- Miss Universitária Sul-americana: Lirian Soares (1993)

## Conquistas por Estado
| Estado            | Títulos | Vitórias                           |
| Minas Gerais      | 6       | 2001, 2004, 2006, 2007, 2008, 2012 |
| Santa Catarina    | 1       | 2017                               |
| Mato Grosso       | 1       | 2014                               |
| Espírito Santo    | 1       | 2011                               |
| Pará              | 1       | 2010                               |
| Rio Grande do Sul | 1       | 2000                               |
| Rio de Janeiro    | 1       | 1997                               |
| Paraná            | 1       | 1995                               |
| Distrito Federal  | 1       | 1993                               |

## Ligações Externas
- Site do Concurso (em inglês)

- Site do Concurso (em coreano)

- Site da Franquia Brasileira